# Коропская старица
Коропская старица (укр. Коропська стариця) — озеро (старица), расположенное на территории Новгород-Северского района (Черниговская область). Площадь — 0,5 км². Тип общей минерализации — пресное. Происхождение — речное (пойменное). Группа гидрологического режима — сточное.

## География
Длина — 6 км. Ширина — до 0,8 км. Глубина наибольшая — 3 м. Озеро используется для рыболовства, рекреационные целей (место отдыха). Озеро образовалось вследствие русловых процессов (изменения меандрированного русла) реки Десна.
Расположено на левом берегу реки Десны — возле пгт Короп. С Десной сообщается во время половодья. 
Озерная котловина имеет вытянутую извилистую форму. Берега высокие, местами обрывистые, поросшие ольхой и кустарником.
В водоёме (в том числе вдоль берегов) распространены прибрежная и водная растительности (многокоренник обыкновенный, аир обыкновенный, кувшинка белая, кубышка жёлтая; реликтовые — болотноцветник щитолистный, сальвиния плавающая; насекомоядные — пузырчатка малая). 
Питание: смешанное. Температура воды летом +19,5 °С на глубине 0,5 м от поверхности, до +12,5 °С на глубине 0,5 м от дна. Дно песчаное. Прозрачность воды — до 1,2 м. Зимой замерзает.

## Природа
Водятся карась, окунь, краснопёрка, плотва, щука и другие. Прибрежная зона служит местом гнездования птиц.